# Batalha de Custoza (1866)

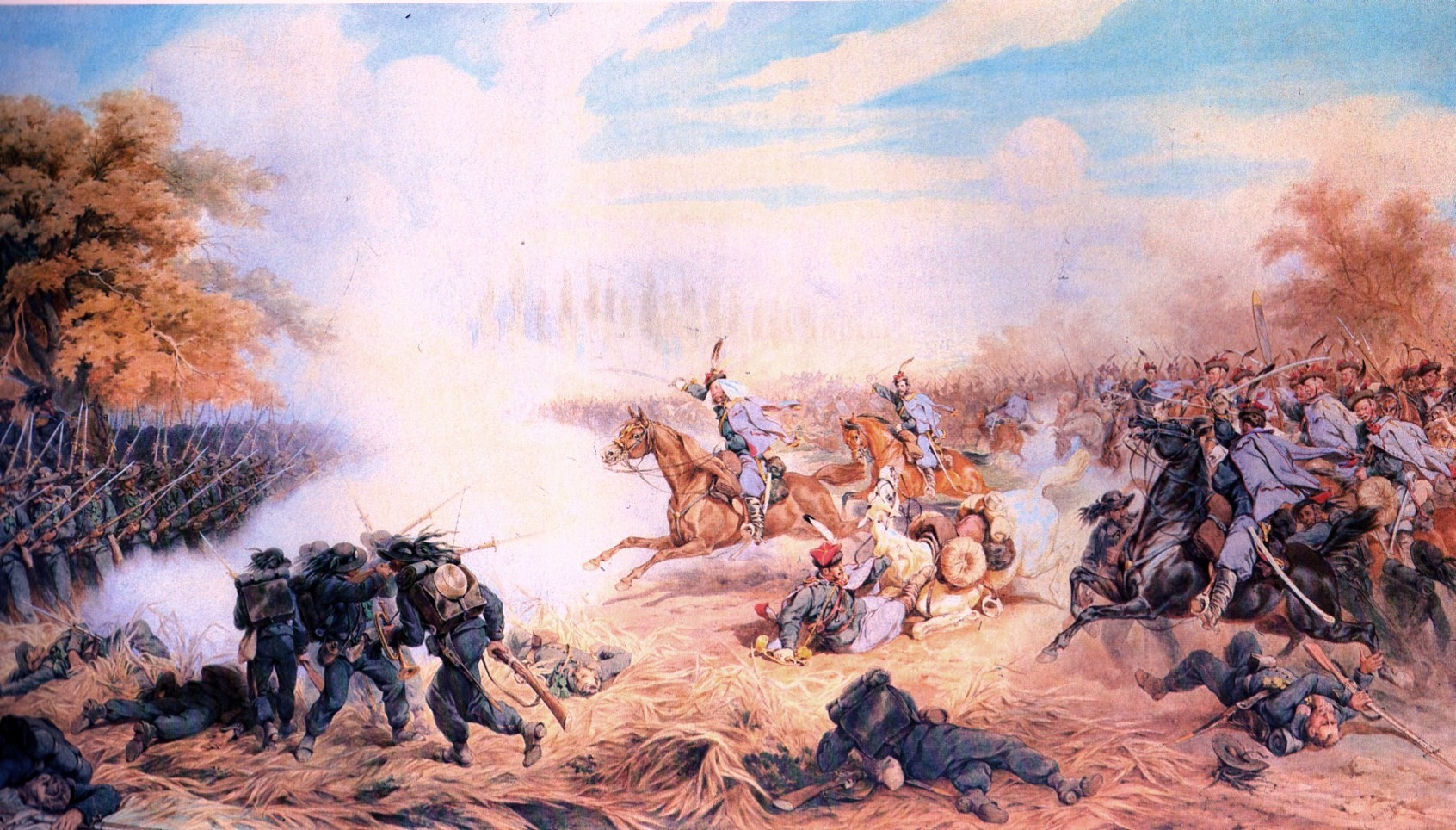

A Batalha de Custoza teve lugar em 24 de junho de 1866 durante a Terceira Guerra de Independência Italiana no processo de unificação italiana.